# Pater Immediat
Pater Immediat (lateinisch pater immediatus ‚unmittelbarer Vater‘), auch Vaterabt, Immediatabt oder Abtweiser, ist im Zisterzienser- und Trappistenorden die Bezeichnung für den Abt eines Mutterklosters, der für ein Tochterkloster verantwortlich ist und dort gegebenenfalls Vorgesetzten- und Aufsichtsfunktionen ausübt. Bei den Zisterzienserinnen und Trappistinnen hat der Pater Immediat entsprechende Funktionen gegenüber der Äbtissin bzw., bei Prioraten, der Priorin. Den Begriff Vaterabt und dessen Funktion kannte früher auch der Prämonstratenserorden.
Der Pater Immediat nimmt gemäß den Statuten der Orden u. a. die regelmäßige Visitation der Tochterklöster vor und unterstützt sie bei besonderen Schwierigkeiten. Wenn eine Abtei ohne Abt oder Äbtissin ist, trägt er die Gesamtverantwortung für die Gemeinschaft und für einen geordneten Übergang. Er leitet die Abtswahl und kann einen Superior ad nutum (das heißt, bis auf weiteres) ernennen. Bei Konflikten kann er ordnend eingreifen; er wirkt auch mit bei der Auflösung einer Abtei. Bestimmte Vorgänge, etwa die dauerhafte Übertragung der Stabilitas loci eines Mönchs oder einer Nonne auf eine andere Abtei, bedürfen seiner Zustimmung.
In den Konstitutionen der Trappisten heißt es dazu:

„Der Pater Immediat wache über den Fortschritt seiner Tochterhäuser. Unter Wahrung der Selbständigkeit des Tochterhauses soll der Pater Immediat den Abt in der Ausübung seiner pastoralen Aufgabe unterstützen, ihm helfen und die Eintracht in der Gemeinde fördern. Wenn er sieht, dass dort irgendwelche Vorschriften der Regel oder des Ordens verletzt werden, soll er, nachdem er sich mit dem dortigen Abt beraten hat, in Demut und Liebe die Situation zu heilen versuchen.“